# Mälarterrassen
Mälarterrassen är en byggnad i tre våningar öster om Södermalmstorg på Slussen. Byggnaden är terrasserad med anknytning till underliggande lokaler och består av två huskroppar. Mellan huskropparna finns en trappa ner till kajområdet. Byggnaderna är avsedda att rymmaar sex restauranger och uteserveringar.
Mälarterrassen öppnades 6 juni 2025.

## Bildgalleri

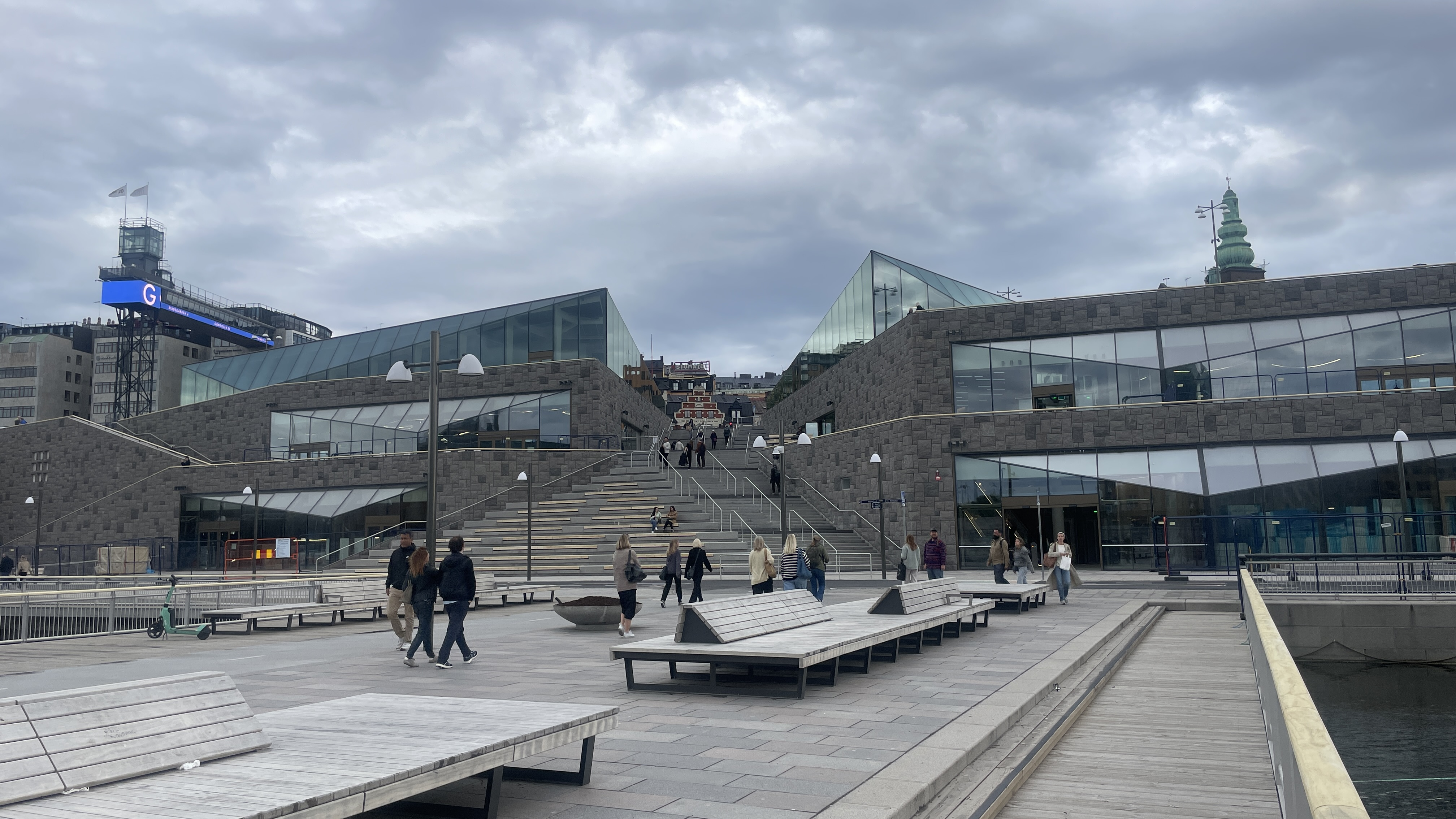
Mälartrappan från Vattentorget, juni 2025